# Th (دونگاره)
Th یک دونگاره در خط لاتین است که اصالتاً برای نویسه‌گردانی حرف تتا در وام‌واژه‌های زبان یونانی باستان استفاده می‌شد، در زبان‌های معاصر که از الفبا و خط لاتین استفاده می‌کنند، th دو واج مختلف را بر حسب کلمه نشان می‌دهد و پراستفاده‌ترین دونگاره در زبان انگلیسی است.
آواهای مختلف th:
- ð (سایشی دندانی واکدار) در This و That
- θ (سایشی دندانی بی‌واک) در Thank و Theory

ð و θ در بین گویش‌های انگلیسی تلفظ متفاوتی دارد ولی رایج‌ترین آن‌ها به‌ترتیب به‌صورت /د/ و /ت/ است و در گویش انگلیسی به صورت /و/ و /ف/، و در بعضی گویش‌ها به صورت /ذ/ و /ث/. اگرچه th در واژه tooth همیشه به صورت /ث/ تلفظ می‌شود.#